# Blumenroth-Ponorhöhle
Die Blumenroth-Ponorhöhle ist eine 50 m lange Höhle im Wuppertaler Stadtgebiet. Sie steht im Zusammenhang mit der „Doline bzw. Bachschwinde Blumenroth“, die als geologisches Naturdenkmal im Landschaftsplan Wuppertal-Nord unter 2.6.16 ausgewiesen sind.

## Lage und Beschreibung
Die Bachschwinde Blumenroth liegen im Wuppertaler Stadtbezirk Oberbarmen, östlich von Nächstebreck bei der Hoflage Blumenroth, nahe der Stadtgrenze zu Schwelm im Ennepe-Ruhr-Kreis. Sie liegt nördlich der Linderhauser Straße in einem kleinen Waldstück, die Bachschwinde wird vom Blumenbach gespeist. Die Blumenroth-Ponorhöhle ist eine 50 m lange und 25 m tiefe Mittelhöhle.
Die Bachschwinde Blumenroth ist Station #14 und Endpunkt des Wuppertaler Geopfades.

## Geschichte
Der Arbeitskreises Kluterthöhle e. V. (AKKH) führte zusammen mit der Stadt Wuppertal im Winter 1999/2000 umfangreiche Renaturierungsarbeiten in einer großen Doline am Blumenroth durch. Bei diesen Arbeiten wurde auch die Blumenroth-Ponorhöhle entdeckt. Beachtliche Dimensionen im Eingangsbereich und sehr starker Luftzug ließen auf eine Fortsetzung der schachtartig angelegten Höhle hoffen.
Ein Ausweisungsvorschlag zu einem Naturdenkmal erfolgte 2007 vom Geologen Thomas Wardenbach nach einer Untersuchung von Geotopen der Stadt.

## Schutzstatus
Die Doline mit Bachschwinde Blumenroth ist im Landschaftsplan Wuppertal-Nord unter 2.6.16 als Naturdenkmal seit 2008 ausgewiesen.